# Super W 2021
El Super W 2021 fue la cuarta edición del torneo profesional de rugby femenino de Australia.

## Sistema de disputa
Cada equipo disputó sus encuentros frente a cada uno de los rivales del otro grupo a una sola ronda, los mejores dos equipos clasificaron a la final del torneo.
Puntuación
Para ordenar a los equipos en la tabla de posiciones se los puntuará según los resultados obtenidos.
- 4 puntos por victoria.
- 2 puntos por empate.
- 0 puntos por derrota.
- 1 punto bonus por ganar haciendo 3 o más tries que el rival.
- 1 punto bonus por perder por siete o menos puntos de diferencia.

## Desarrollo

### Grupo A
| Pos. | Equipo          | Encuentros | Encuentros | Encuentros | Encuentros | Tantos | Tantos | Tantos | PB | Puntos |
| Pos. | Equipo          | PJ         | PG         | PE         | PP         | F      | C      | Dif    | PB | Puntos |
| ---- | --------------- | ---------- | ---------- | ---------- | ---------- | ------ | ------ | ------ | -- | ------ |
| 1.º  | Queensland Reds | 3          | 2          | 0          | 1          | 97     | 64     | +33    | 2  | 10     |
| 2.º  | Western Force   | 3          | 0          | 3          | 0          | 17     | 17     | 0      | 0  | 6      |
| 3.º  | ACT Brumbies    | 3          | 1          | 0          | 2          | 46     | 48     | -2     | 2  | 6      |

### Grupo B
| Pos. | Equipo                   | Encuentros | Encuentros | Encuentros | Encuentros | Tantos | Tantos | Tantos | PB | Puntos |
| Pos. | Equipo                   | PJ         | PG         | PE         | PP         | F      | C      | Dif    | PB | Puntos |
| ---- | ------------------------ | ---------- | ---------- | ---------- | ---------- | ------ | ------ | ------ | -- | ------ |
| 1.º  | New South Wales Waratahs | 3          | 2          | 1          | 0          | 71     | 29     | +42    | 2  | 12     |
| 2.º  | President's XV           | 3          | 1          | 1          | 1          | 41     | 84     | -43    | 0  | 6      |
| 3.º  | Melbourne Rebels         | 3          | 0          | 1          | 2          | 17     | 47     | -30    | 1  | 3      |

|  | Finalista. |

### Quinto puesto
| 3 de julio | Melbourne Rebels | 8 - 10 | ACT Brumbies |  |  |

### Tercer puesto
| 3 de julio | President's XV | 15 - 17 | Super W Select |  |  |

### Final
| 3 de julio | New South Wales Waratahs | 45 - 12 | Queensland Reds |  |  |

| Bandera de Australia             |
| Campeón New South Wales Waratahs |
| Cuarto título                    |